# Xã Lincoln, Quận Anderson, Kansas
Xã Lincoln (tiếng Anh: Lincoln Township) là một xã thuộc quận Anderson, tiểu bang Kansas, Hoa Kỳ. Năm 2010, dân số của xã này là 190 người.